# Sceloporus couchii
Espèce
Synonymes
- Lysoptychus lateralis Cope, 1888
- Sceloporus lateralis (Cope, 1888)

Sceloporus couchii est une espèce de sauriens de la famille des Phrynosomatidae.

## Répartition
Cette espèce se rencontre :
- aux États-Unis dans le sud du Texas ;
- au Mexique dans le Coahuila et dans le Nuevo León.

## Étymologie
Cette espèce est nommée en l'honneur de Darius Nash Couch (1822-1897).

## Publication originale
- Baird, 1859 "1858" : Description of new genera and species of North American lizards in the museum of the Smithsonian Institution. Proceedings of the Academy of Natural Sciences of Philadelphia, vol. 10, p. 253-256 (texte intégral).